# John Q
John Q è un film del 2002 diretto da Nick Cassavetes con protagonista Denzel Washington.

## Trama
John lavora come operaio in una fabbrica che, a causa della crisi economica, sta passando un brutto periodo; nonostante le difficoltà, tuttavia, la famiglia continua ad essere serena e felice.
Durante una partita di baseball il figlio Michael viene colto da un malore improvviso e gli viene diagnosticata un'insufficienza cardiaca: le uniche soluzioni proposte dai medici sono il trapianto di cuore oppure aspettare che il piccolo si spenga. Il trapianto viene inizialmente sconsigliato perché potrebbe essere troppo pericoloso, ma la famiglia viene infine convinta dal primario a tentare; sorge quindi il problema dell'assicurazione sanitaria, che non copre le spese (circa 250.000 dollari) e che l'ospedale chiede di coprire in contanti.
Dopo aver venduto tutti i suoi beni, aver fatto raccolte fondi e preso in prestito denaro dagli amici, John raggiunge la somma necessaria per tenere il figlio in ospedale ma scopre che questo viene comunque dimesso: il primario non riesce a consolare John che, travolto dalla disperazione, si procura una pistola e sequestra il personale e i pazienti del pronto soccorso.
Visto il protrarsi dell'infruttuosa trattativa con la polizia per ottenere un cuore nuovo, John decide di uccidersi in modo da consentire ai medici di prelevare il suo stesso cuore;  rivela infatti che a parte un unico proiettile che avrebbe usato per suicidarsi in caso di fallimento, la pistola è sempre stata scarica, il gesto estremo viene fortunatamente fermato all'ultimo istante dall'arrivo di un organo compatibile, che viene così trapiantato a Michael salvandogli la vita. In seguito John si arrende e viene tratto in arresto, ma diviene una sorta di eroe.

## Accoglienza

### Incassi
Il film ha incassato $ 20,2 milioni durante il suo primo fine settimana. Ha incassato complessivamente $ 71 milioni negli Stati Uniti e $ 102,2 milioni in tutto il mondo.

### Critica
Sull'aggregatore di recensioni Rotten Tomatoes, il film detiene un indice di gradimento del 25% basato su 133 recensioni, con una valutazione media di 4,5/10. Metacritic assegna al film un punteggio medio ponderato di 30 su 100, basato su 33 critici, indicando "recensioni generalmente sfavorevoli".